# José Manuel Cruz Viadero
José Manuel Cruz Viadero (Ajo, Cantabria, 15 de agosto de 1954) es un político español del Partido Socialista de Cantabria-PSOE. Fue concejal de Obras y Servicios Generales de Torrelavega desde el 3 de junio de 2003 hasta el 11 de junio de 2011. Tras las elecciones municipales de 2015 y hasta 2019, ejerció el cargo de alcalde del municipio.

## Biografía

### Infancia
Nació en Ajo (Cantabria) el 15 de agosto de 1954, desde el primer año de vida residió en el entorno de Torrelavega, por motivos profesionales de sus padres.
Cuando tenía 9 años se asentó ya definitivamente en Torrelavega, donde sus padres regentaron un pequeño negocio de hostelería hasta su jubilación.

### Estudios
En esta ciudad empezó a desarrollar lo más importante de su vida. Estudió el Bachillerato en el Instituto Marqués de Santillana. A continuación se matriculó en la antigua Escuela de comercio de Santander, donde cursó los estudios de perito mercantil. Al gustarle estos estudios a su finalización, se matriculó en la Universidad de Cantabria para cursar la Diplomatura en Ciencias Empresariales y una vez finalizada la misma, se trasladó a Bilbao a realizar los dos años para obtener la Licenciatura de Ciencias Económicas y Empresariales.

### Vida política
Una vez finalizada la Licenciatura de Ciencias Económicas y Empresariales, regresa a Torrelavega para ejercer la docencia, a la que se dedicara por completo hasta las elecciones municipales de 2003, donde como número 10 de la candidatura del Partido Socialista sale elegido concejal.
Desde 2003 hasta 2011 ejerció como Concejal de obras y Servicios Generales, dedicando su esfuerzo a mejorar la calidad de vida de los vecinos, mediante la realización de obras y dotación de nuevos servicios, tanto en el centro como en los pueblos y barrios del municipio.
En 2011 tras la derrota del Partido Socialista de Torrelavega en las elecciones municipales y su posterior paso a la oposición, ejercerá como concejal , hasta que el 19 de noviembre de 2013 renuncia a su acta como consecuencia de su disconformidad con la eventual presentación de una moción de censura en mitad de la legislatura.
En septiembre de 2014, tras abrir el PSOE de Torrelavega el proceso de primarias con el que elegiría a su cabeza de cartel para las elecciones municipales de mayo de 2015, da el paso y se lanza a por la recogida de avales necesarios para poder competir en dicho proceso. El 6 de octubre de 2014 presenta 104 avales, pasando holgadamente el mínimo del 20% necesario para ser candidato.
El 19 de octubre de 2014, después de una campaña informativa, del 12 al 18 de octubre, en la que explicó a la militancia su proyecto y sus propuestas, para pedir su apoyo, es avalado por 127 votos, frente a 104 de su contrincante, siendo oficialmente el Candidato del Partido Socialista de Torrelavega a las elecciones municipales de mayo de 2015.
El 24 de mayo de 2015 recibe el apoyo de 5874 torrelaveguenses, lo que le otorga 6 concejales, y tras un proceso de negociación con el resto de fuerzas políticas representadas en la Corporación Municipal se convierte en Alcalde el 13 de junio.